# Балабан (эмир Хлата)
Иззеддин (Сейфеддин) Балабан (тур. İzzettin (Seyfeddin) Balaban; ум. 1207/08) — последний правитель эмирата Ахлатшахов, захвативший власть в эмирате по соглашению с его жителями, поскольку они были недовольны правившим в Хлате Мухаммедом бен Бектемиром.

## Биография
Балабан был гулямом Сукмана II Шах-Армена, который умер в 1185 году, оставив своим наследником другого своего гуляма Сейфеддина Бектемира. После убийства Бектемира в 1193 году его наследником стал его малолетний сын Мухаммед, вместо которого стал править Аксунгур Хезар Динари, женатый на сестре Мухаммеда, Айни. В 1198 году Мухаммед стал править самостоятельно, однако его правлением жители эмирата были недовольны. Страна подвергалась набегам грузин, которым Мухаммед не мог организовать полноценного сопротивления. Мухаммед был плохим правителем, его интересовали не дела государства, а веселое времяпровождение. Он всё больше и больше проводил время в пьяных развлечениях, что окончательно отвратило от него народ. В 1206 году некоторые жители Хлата отправили письмо племяннику Сукмана II эмиру Мардина Артукиду Артуку Арслану и пригласили его прибыть. В это же время Балабан восстал против Мухаммеда, захватил Манцикерт и двинулся на Хлат с собранными силами. Поскольку Айюбид Аль-Ашраф напал на Мардин, Артук Арслан спешно покинул земли Хлата. После отъезда Артука из Хлата Балабан напал на город. Но Мухаммед смог собрать людей и отразить нападение Балабана, которому пришлось отступить. Тогда Балабан собрал солдат из Манцикерта, Эрджиша и других замков и снова пошел к Хлату. Он написал старейшинам города и попытался переманить их на свою сторону, обещая привилегии. Они приняли предложение Балабана, потому что знали, что сын Бектемира не может управлять страной и любит пить и развлекаться, однако они попросили Балабана поклясться, что он не будет захватывать город силой. Затем они передали сына Бектемира и Хлат ему. Балабан заключил Мухаммеда в тюрьму и стал править эмиратом.
Через некоторое время хаким Майяфарикина, аль Адиль сын Неджмеддина Айюба, захватил несколько крепостей эмирата и осадил Хлат. Балабан заявил, что не может защитить город, и попросил снять осаду, но это была лишь уловка, чтобы обмануть Айюба. Он добился того, чего ожидал, и спровоцировал Айюбида на нападение, которое отбил, и тому пришлось вернуться в Майяфарикин с немногими солдатами, оставшимися после поражения. Во время этих беспорядков грузины напали на принадлежавший сельджукам город Карс и заняли его после длительной осады. Губернатор Карса неоднократно посылал в Хлат просьбы о помощи, но безуспешно. Видя, что помощи нет, губернатор наконец согласился сдать город в обмен на выкуп . Тюркские правители того периода не смогли предотвратить попадание Карса в руки христиан, поскольку они были заняты борьбой друг с другом, грабежами, выпивкой и развлечениями. Таким образом, Карс временно перестал быть исламским городом.
Аль-Аухад Неджмеддин Айюб (сын аль-Адиля и внук Неджмеддина Айюба) атаковал Хлат с большой армией. Балабан пытался организовать сопротивление, но его сил было недостаточно. Тогда он укрылся в Хлате и попросил помощи у вали Эрзурума Тугрулшаха. Тот пришел на помощь Балабану, и они вместе победили Аль-Аухада. В 604 (1207/08) году после того, как Тугрулшах и Балабан отбили у Айюба захваченную тем крепость Муш, Тугрулшах предал Балабана и убил его. Он быстро отправился к Хлату, но жители не впустили его в город, потому что не одобрили убийство Балабана. Тугрулшах вынужден был уйти ни с чем. После этого горожане отправили послание Неджмеддину Айюбу и пригласили его в Хлат. Он принял это приглашение. Так в 1207/08 году настал конец династии Ахлатшахов, которая управляла регионом более века.

## Комментарии
1. ↑  Согласно Бар-Эбрею они написали: «у этого сына дяди отца твоего нет головы, чтобы править. Приди, чтобы мы могли отдать тебе Хлат»[3].
2. ↑  Согласно Бар-Эбрею сробытия развивались немного иначе:  «Тогда Балабан послал к владыке Мардина и сказал ему: „Люди Хлата в ужасе от Мадайи [сирийских арабов], которые с тобой. Поэтому удались из Хлата, и я буду заниматься твоими делами“». И когда он [не] повернул и не ушел, Балабан послал угрожающие послания лорду Мардина, сказав, что если он не уйдет в свою страну [он нападет на него]. И поскольку тех, кто был с ним, было немного, он испугался, и   ушел; и он обнаружил, что его страна была разграблена Маликом Ашрафом»[3].